# نهاية سفلية لعظم الفخذ
النهاية السفلية لعظم الفخذ (بالإنجليزية: Lower extremity of femur)‏ أكبر من الطرف العلوي للعظمة وتمتاز بشكلها المكعبي نوعًا ما، لكن قطرها العرضي يعتبر أكبر من قطرها الأمامي الخلفي، وتتألف من اثنتان من البوارز مُستطيلة الشكل التي تعرف باسم لُقَم. النهاية السفلي هي أكبر وأعرض وتحتوي على لُقَمتان كبيرتين إنسية ووحشية للتمفصل مع عظم قصبة الساق ويوجد أمام النهاية السفلى عظم الرضفة وهو أكبر العظام السمسمية في الجسم وهي عظمة مدفونة في وتر العضلة رباعية الرؤوس وهي توفر الحماية للوتر ولمفصل الركبة.

## صور إضافية

الجزء السفلي من عظم الفخذ مبين باللون الأحمر.
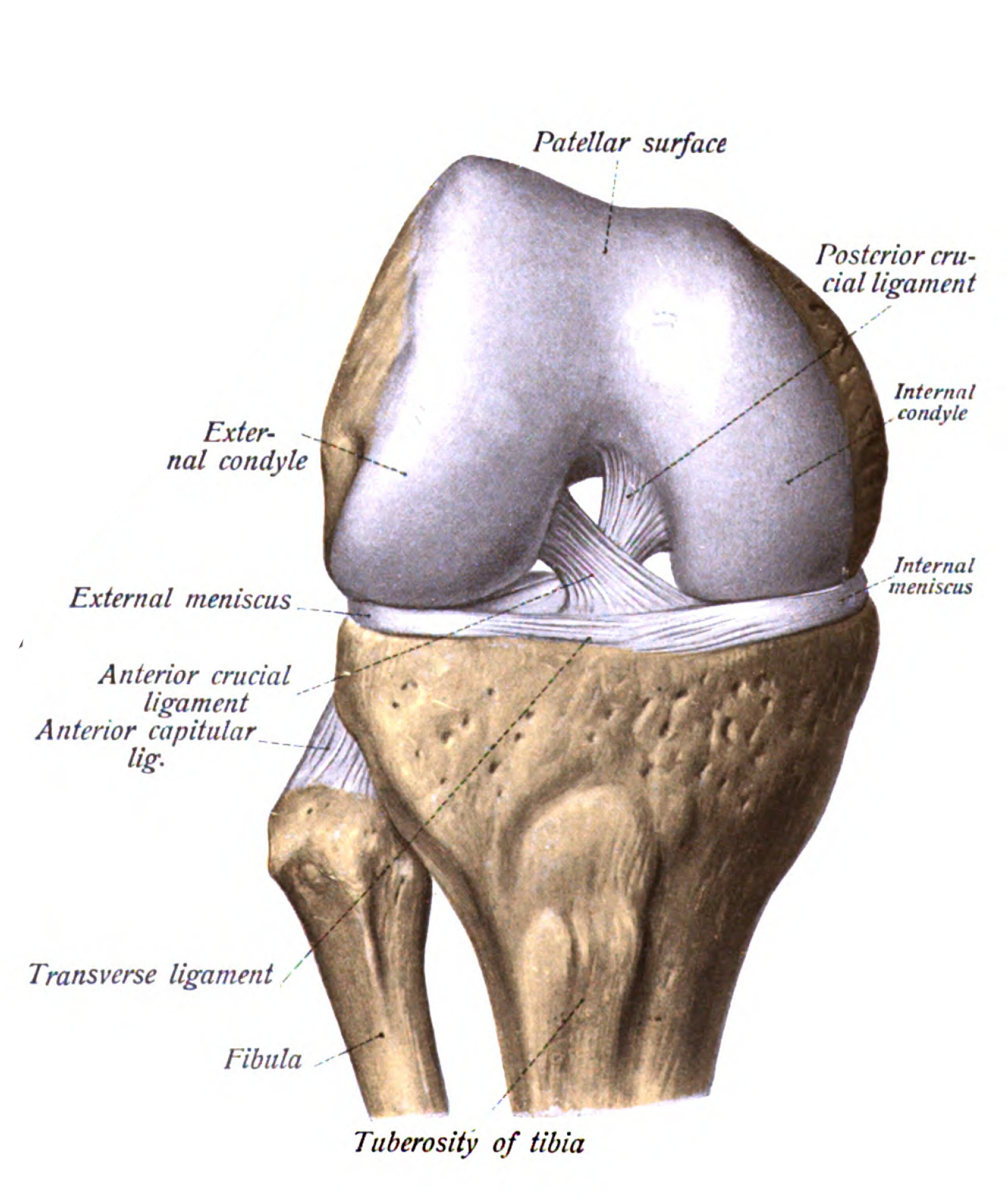
نهاية عظم الفخذ السفلية عند مفصل الركبة.